# Грейдер

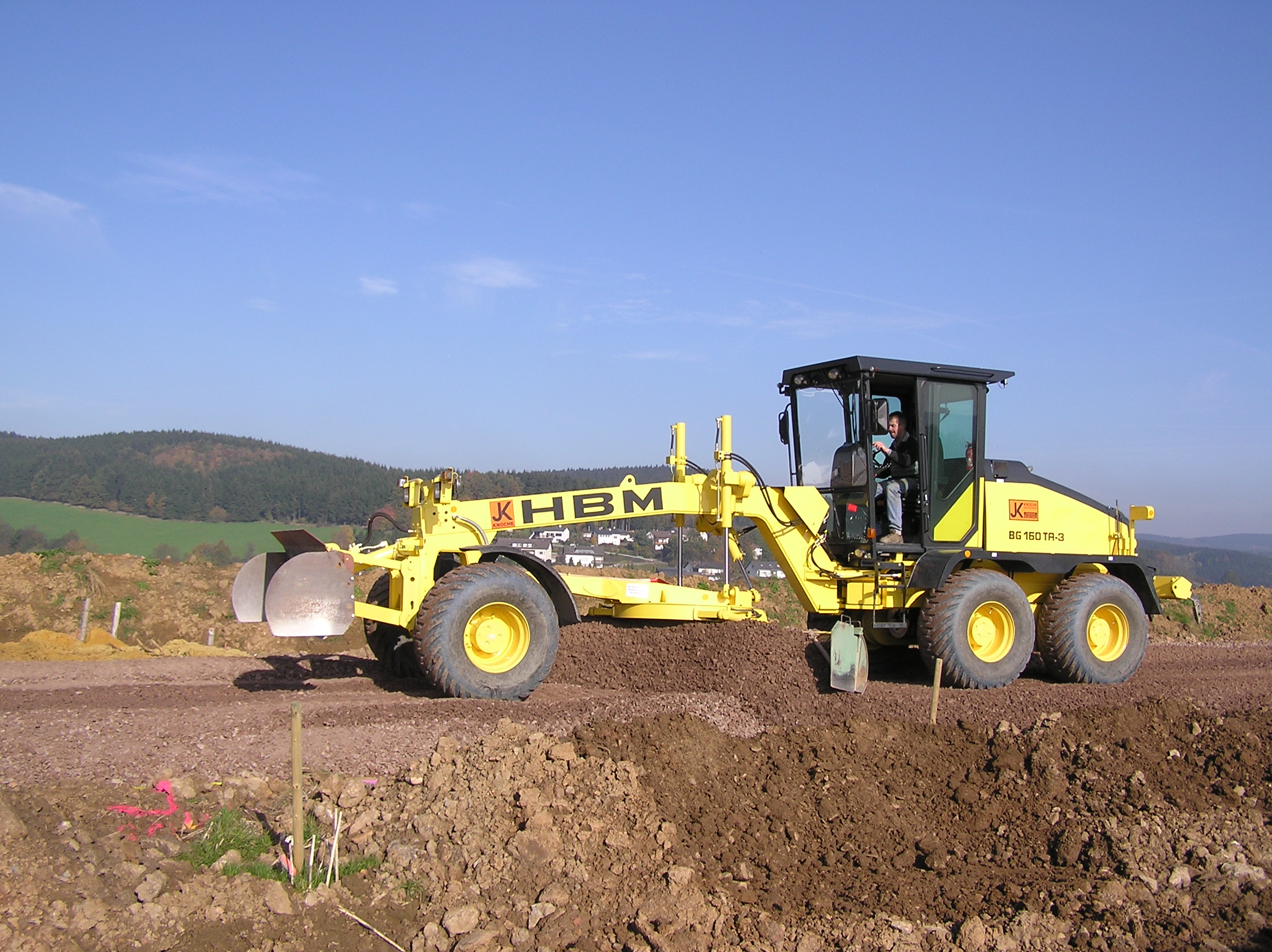
Грейдер HBM BG 160 TA-3

Гре́йдер або ґре́йдер (англ. grader < to grade — «вирівнювати») — виймально-транспортна та (або) землерийно-планувальна машина, якою планують і профілюють земляні насипи, переміщують і розрівнюють ґрунт, дорожнобудівельні матеріали тощо.
Основний робочий орган грейдера — поворотний відвал (щит) з ножами, що ріжуть ґрунт; допоміжні органи — розпушувач і бульдозерний відвал.

## Види

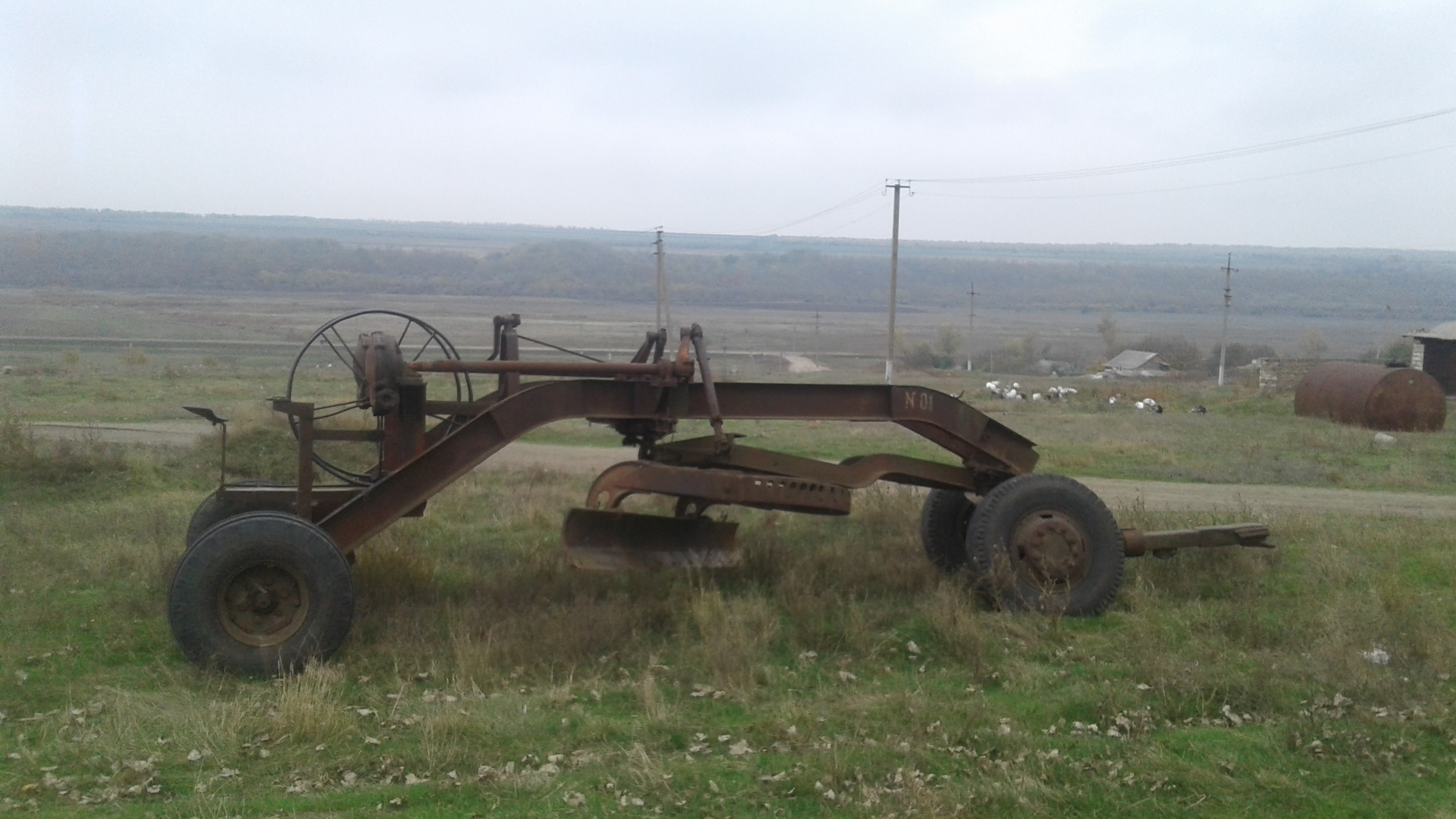
Причіпний грейдер

Є грейдери причіпні і самохідні (автогрейдери).
Найпоширеніші останні, які за масою і потужністю двигуна поділяються на легкі (9 т і до 80 кВт), середні (13 т, 130 кВт), важкі (19 т, 185 кВт) і особливо важкі (понад 19 т і 185 кВт). У залежності від умов експлуатації автогрейдери можуть бути дво- або триосьовими і мати керовані і ведучі колеса на всіх або частині мостів. Як правило, автогрейдери виконують з колісною схемою 1х2х3 або 3х3х2. На грейдери встановлюють бл. 20 найменувань робочого обладнання.